# Почесні громадяни Борщева
Звання «Поче́сний громадяни́н мі́ста Борщева» є вищою формою громадського визнання видатних заслуг перед територіальною громадою міста. Присвоюється громадянам України, жителям міста або тим, чиє життя і діяльність були тісно пов'язані з містом, які мешкають за межами Борщева.
Питання про присвоєння звання «Почесний громадянин міста Борщева» попередньо розглядається постійними комісіями міської ради. Приймається таємним голосуванням один раз на рік до Дня міста.

## Підстави для присвоєння звання
Підставою для підготовки матеріалів про присвоєння звання «Почесний громадянин міста Борщева» є подання:
- Борщівського міського голови;
- секретаря Борщівської міської ради;
- постійної комісії Борщівської міської ради;
- трудових колективів підприємств, установ, організацій міста (не залежно від форм їх власності);
- громадських організацій, профспілкок, творчих спілок.

Відповідно до положення про звання «Почесний громадянин міста Чорткова», звання присвоюється за значний внесок у:
- соціальний, економічний та культурний розвиток міста;
- за вагомі досягнення у галузях науки, освіти, культури, спорту, охорони здоров'я, охорони громадського порядку, будівництва та житлово-комунального господарства;
- за громадську та благодійну діяльність.

### Особливості
- Прізвище, ім'я та по батькові громадянина, якому присвоєно звання «Почесний громадянин міста Борщева», заноситься до Книги пошани міста Борщева.

## Список почесних громадян міста
1. Петро Андрійчук — український диригент, композитор. Член НЛУК (1999). Заслужений працівник культури України (1992). Професор (1999)[1].
2. Ганна Костів-Гуска — українська лікарка, поетка, перекладачка, громадсько-політична діячка, член Національної Спілки письменників України з 1982[2].
3. Святійший Патріарх Київський і Всієї Руси-України Філарет — український православний церковний діяч, архієрей[3].
4. Олав Берстад — Надзвичайний і Повноважний Посол Норвегії в Україні і за сумісництвом у Республіці Білорусь[4].
5. Ігор Балафін[5]
6. Іван Павлюк[5]
7. Віра Матковська[6]
8. Руслана Лижичко — українська співачка, піаністка, диригентка, танцюристка, продюсерка, громадська діячка. Народна артистка України. Почесна громадянка Львова[7].
9. Петро Довгошия — український педагог, журналіст, публіцист, громадський діяч, літературознавець[8].
10. Григорій Гоцко[9]
11. Ярослав Костів[10]